# Лакадивско море
Лакадивско море е погранично море на Индия, Малдивите и Шри Ланка. Намира се на югозапад от Карнатака, западно от Керала и на юг Тамил Наду. Водите му са топли през цялата година и са богати на морски живот. Само в Манараския залив живеят около 3600 вида. По-големи градове по крайбрежието му са Мангалуру, Канур, Кожикод, Кочин, Колам, Тируванантапурам, Тутукуди, Коломбо и Мале. Най-южната точка на Индия, Каниякумари, се врязва в морето.

## Хидрология
Водната температура е относително постоянна през годината, като през лятото е около 26 – 28 °С, а през зимата около 25 °С. Солеността на водата е 34 – 35‰. Крайбрежията му са песъчливи, но по-дълбоките части са покрити с тиня. В него са разположени многобройни коралови рифове. Такива са островите Лакшадвип в източната му част.

## Фауна
Манарският залив на морето е известен със своите брегове, където се срещат перлите на мидите Pinctada. Сведения за тях има от поне 2000 години. Плиний Стари описва перлените развъдници в залива като най-продуктивните в света. Макар че извличането на естествени перли се счита за твърде скъпо начинание в повечето части на света, такова все още се практикува в залива. Някои видове мидени черупки също се събират по религиозни причини.
Ежегодният рибен улов от морето възлиза на от 2 до 5 хиляди тона. Той идва главно от островите Лакшадвип и е съставен главно от риба тон (70%) и акули. Около островите се хващат и много други видове риби. С около 3600 растителни и животински видове, Манарският залив се счита за един от най-богатите морски биологични ресурси на планетата. От тях, 44 вида са защитени, 117 са корали, 79 са ракообразни, 108 са гъби, 260 са мекотели, 441 са риби с перки, 147 са водорасли, а 17 са мангрови дървета. През 1986 г. група от 21 острова и околните им вода с обща площ от 560 km² са обявени за морски национален парк, а през 1989 г. – за биосферен резерват. Той вече е с площ от 10 500 km². По-голямата част от нея е забранена за външни хора, а водите ѝ са обект на строги закони, но местните хора продължават ловят риба, тъй като с това си изкарват прехраната.